# Уимборн-минстер
Уимборн-минстер (англ. Wimborne Minster) — англиканская приходская церковь в городе Уимборн (графство Дорсет). Христианский обряд на этом месте исполняется более 1300 лет, в средневековье здание церкви принадлежало бенедиктинскому женскому монастырю. Здесь похоронен король Этельред I Уэссекский. В церкви сохранилась одна из немногих уцелевших цепных библиотек.
Памятник архитектуры Англии I класса.

## История

### Уимборнское аббатство
Минстер освящён во имя св. Кутбурги, сестры Ине Уэссекского и жены Альдфрита, короля Нортумбрии. Кутбурга основала женский монастырь по бенедиктинскому уставу около 705 года. Святая Вальпурга воспитывалась в этом монастыре и провела в нём 26 лет, прежде чем отправиться в миссию в Германию по зову своего дяди св. Бонифация. Также здесь воспитывалась св. Леоба (710—782). Рядом с женским монастырём располагался и мужской. На протяжении первого столетия обители процветали.

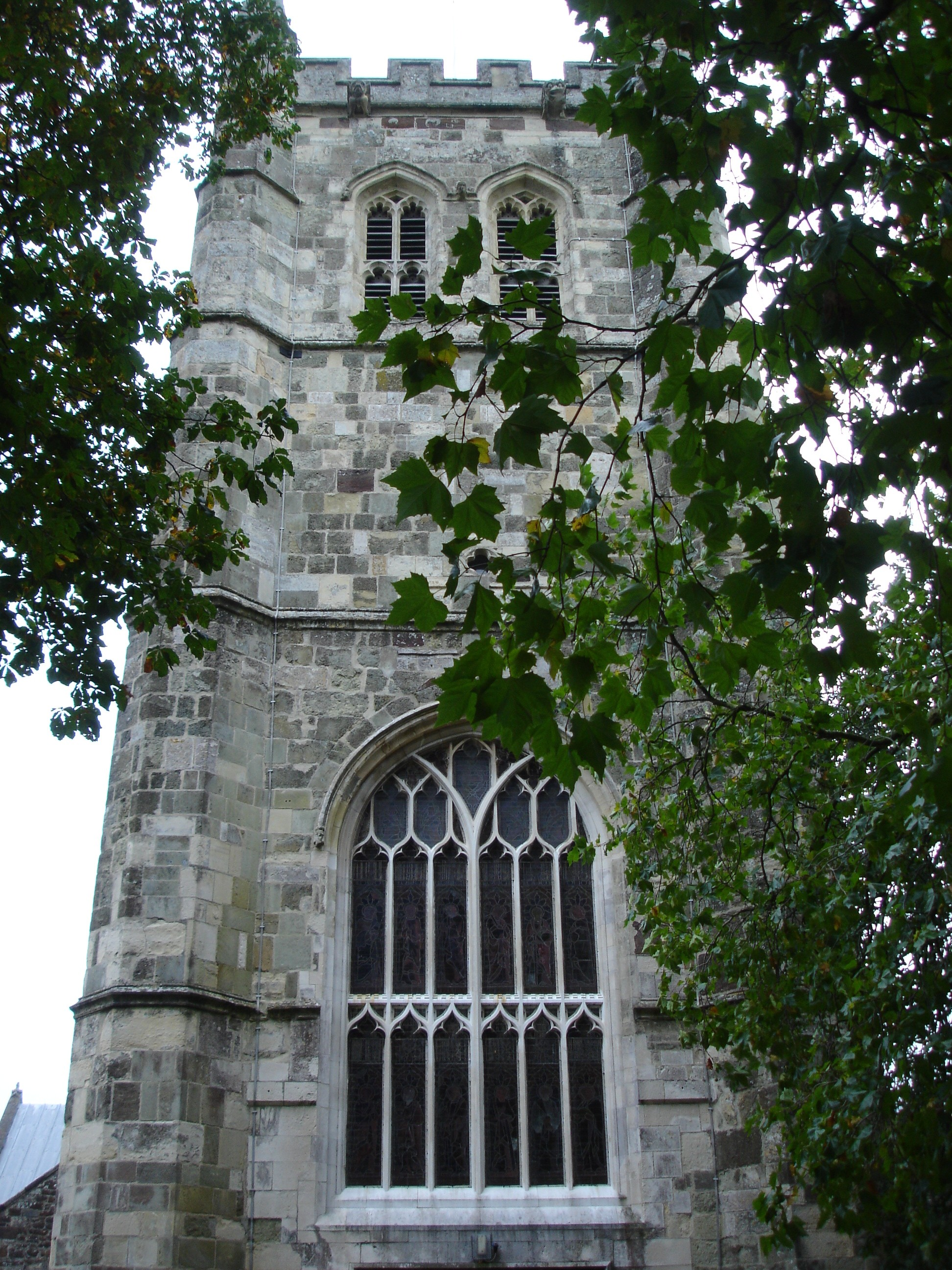
Западная башня

В 871 году в минстере был похоронен старший брат Альфреда Великого король Уэссекса Этельред I. Альфреду в 899 году наследовал его сын Эдвард Старший, против которого сын Этельреда Этельвольд поднял восстание. Известно, что Этельвольд захватил женский монастырь и устроил в нём свою ставку, и, возможно, это было Уимборнское аббатство как важный символ с могилой его отца. Тем не менее, Этельвольд не мог собрать силы для борьбы и бежал к викингам в Нортумбрию.

### Коллегиальная церковь
Монастырь был разгромлен датчанами в 1013 году и не восстанавливался, но церковь уцелела. В 1043 году Эдуард Исповедник основал в ней коллегию секулярных клириков: настоятеля, четверых пребендариев, четверых викариев, четверых диаконов и пятерых певчих. Коллегия пользовалась поддержкой и после нормандского завоевания, здание было перестроено в 1120—1180 году.

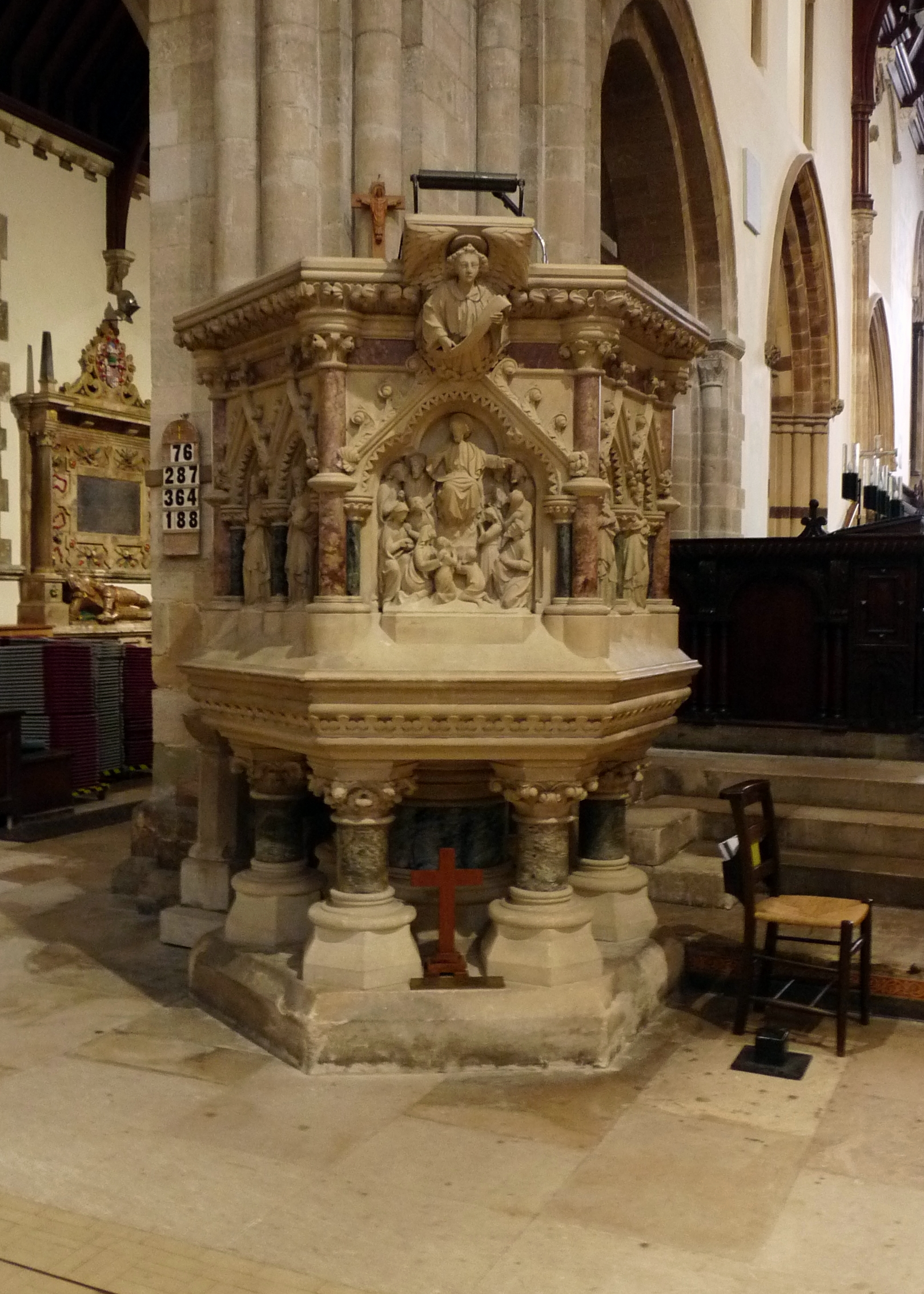
Кафедра

В 1318 году Эдуард II подчинил коллегию напрямую короне, минуя епархию. В знак этого клир носил красные одежды, как ныне в Вестминстерском аббатстве или капелле св. Георга в Виндзорском замке.
В 1464 году для звонницы построена западная башня.
В 1496 году небольшую капеллу в минстере устроила леди Маргарет Бофорт (правнучка Джона Гонта, мать Генриха VII). В годы правления Генриха VIII остатки монастыря были присоединены к коллегии, чтобы уберечь их от сноса, но немалую часть собственности коллегии король конфисковал, в том числе реликвии (щепки от креста и пр.)
В 1562 году Елизавета I своим даром возвратила часть бывшей коллегиальной собственности, права и прерогативы. Эту хартию Яков I отозвал, а Карл I вернул за плату в тысячу фунтов (прибавив в число членов коллегии органиста и певчих). После казни Карла его герб на церкви был замазан, но при реставрации Стюартов возвращён и сохраняется по сей день.
В 1846 году прямое подчинение короне было упразднено. До современности из прежних привилегий и доходов дожило только совместное управление 12-ю членами коллегии некоторыми приходскими делами. Здание церкви реставрировалось в конце XIX века, когда было сделано последнее добавление — комната для сбора приходского управления.

## Архитектура
Центральная башня и неф церкви основаны в англосаксонские времена, но нынешнее здание — нормандской (романской) архитектуры с готическими добавлениями разного возраста. Здание выстроено из дорсетского известняка и камня, добытого в Нью-Форесте.
| длина здания | длина здания | 198 футов (60 м) |
| ширина нефа  | ширина нефа  | 23 фута (7,0 м)  |
| ширина хоров | ширина хоров | 21 фут (6,4 м)   |
| высота башен | центральной  | 84 фута (26 м)   |
| высота башен | западной     | 95 футов (29 м)  |

Шпиль XIII века на центральной башне сдуло в 1600 году.

## Цепная библиотека

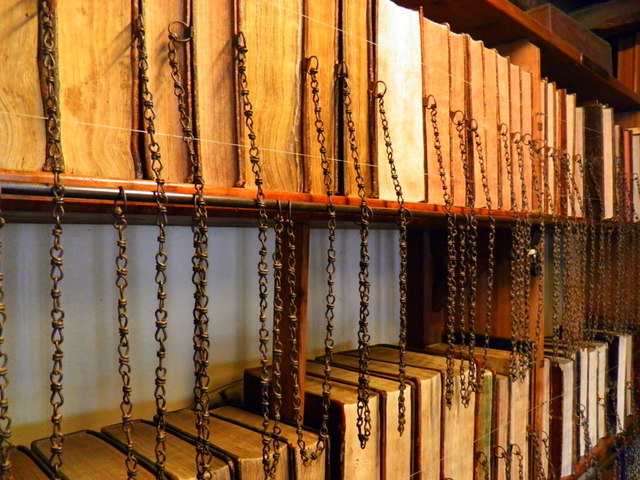
Цепная библиотека

С 1686 года в церкви находится цепная библиотека, одна из старейших публичных библиотек в Англии и вторая по величине. В фондах её находятся пергаментный манускрипт 1343 года, инкунабула 1495 года издания (труды святого Ансельма), издание Парафраз Эразма 1522 года с титульным листом Гольбейна.
Библиотека открыта для посещения в тёплое время года.

## Колокола
С 1911 года на западной башне находится звонница из десяти голосов. Самый первый известный колокол был отлит в 1385 году и подвешен в центральной башне, но её сочли слишком непрочной для расширения звонницы, и в 1464 году построили западную башню с пятью колоколами. В 1629 году тенор (около 30 т) был перелит, кроме него известны по именам колокола «святой Кутбурги», «Файфер», «Иисуса» и «Утренней мессы». В 2012 году звонница дополнена Уайтчепельской колоколитней до 12 голосов плюс полутон.

## Орган

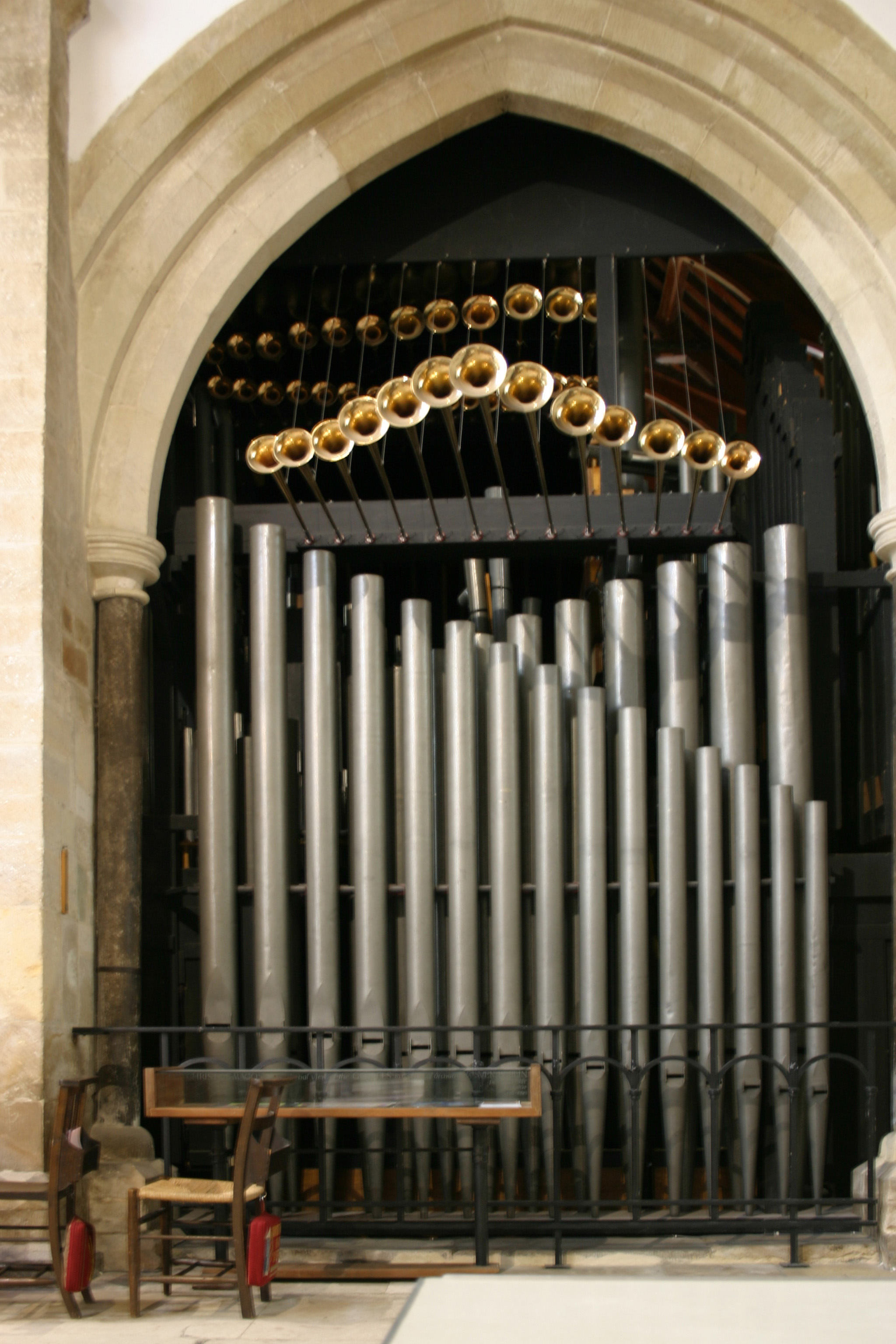
Орган (2004 год)

Орган, от которого наследует нынешний инструмент, был построен в 1664 году Робертом Хейуордом из Бата. Из 13 регистров (на двух мануалах — Хауптверк и Хор) этого органа несколько действуют до сих пор. В 1764 году добавлено 6 регистров в подразделении Хора или Швеллера, в 1812 году орган снова отремонтирован, а в 1844 году добавлено в общей сложности 8 или 10 регистров, Швеллер расширен вниз и устроен 16-футовый регистр в педали. В 1856 году орган переместили с преграды в южный боковой неф на хорах. В 1899 году орган капитально перестроен фирмой J. W. Walker & Sons, сделан новый корпус для хорового подраздела по рисунку Уолтера Флетчера. В 1965 году той же фирмой орган снова был реконструирован, в 1994 году шотландской мастерской фирмы Стейнвей отремонтированы клавиатуры и уменьшен ход клавиш. В 2000 году регистр Дульциан снят и сложен на хранение в органной камере, его заменил регистр Гамба. В конечном счёте орган перед капитальной реконструкцией, начатой в 2021 году, насчитывал 57 регистров (от 16-футовых) на трёх 61-клавишных мануалах (Позитив, Хауптверк и Швеллер) и 32-клавишной педали.
В ходе реконструкции фирмой Mander Organ Builders планируется добавить 32-футовый регистр Суббас.

## Часы

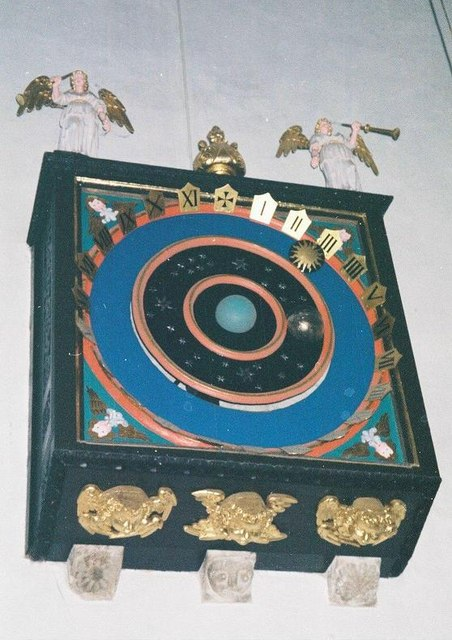
Астрономические часы

Астрономические часы Уимборн-минстера восходят к XIV веку и считаются одними из старейших действующих часов в Европе.

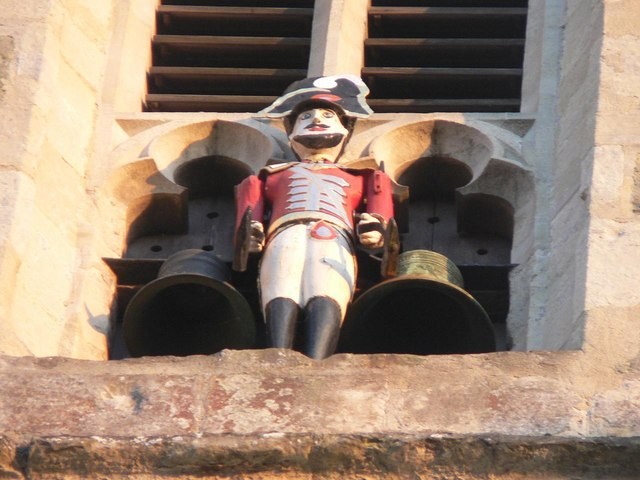
Жакамар, отбивающий четверти

Часы изготовлены, вероятно, около 1320 года монахом из Гластонбери Питером Лайтфутом. Нынешний корпус часов елизаветинский, но циферблат гораздо старше. Первое письменное упоминание о ремонте часов датируется 1409 годом.
В 1593 году часы были перемещены из центральной башни в западную, где и находятся по сей день. Механизм заменили сначала в 1695 году, а потом в 1792-м, последний продолжает работать. Ангелы и херувимы переставлены на корпус часов с органа при реставрации в XIX веке. В 1979 году часы были расчищены, и обнаруженные под слоями краски первоначальные росписи восстановлены.
Часы, как и аналогичные в Эксетерском соборе и Оттери-Сент-Мэри, демонстрируют геоцентрическую модель мира. Земля представлена зелёно-голубым шаром в центре, по внешнему небесно-голубому кольцу движется Солнце, показывая часы суток, а в среднем чёрном со звёздами кольце наполовину чёрный, наполовину позолоченный шар Луны движется и вращением вокруг своей оси указывает её фазы.
В корпусе за циферблатом находятся только шестерни, движущие Солнце и Луну, а весь остальной механизм расположен на колокольне. Там же висят два колокола, на которых отбивает четверти жакамар в виде гренадера в натуральную величину. Гренадер появился в эпоху наполеоновских войн, а до того четверти отбивала фигура монаха.
Часами занимается житель Вимборна Брюс Дженсен.

## Погребения
В минстере была похоронена святая Кутбурга.
Неизвестно в точности, где располагается наиболее важная могила — короля Этельреда, по легенде она расположена возле алтаря. Латунное надгробие XIV века у алтаря гласит, что король похоронен в стене. Это единственное латунное надгробие английского короля.
Также в соборе похоронены Джон Бофорт, 1-й герцог Сомерсет с женой, под памятником из гипса и пурбекского мрамора, Гертруда Куртене, маркиза Эксетерская — крёстная мать Елизаветы Тюдор, и один из подозреваемых по делу Джека-потрошителя Монтегю Друитт.

## Фотогалерея

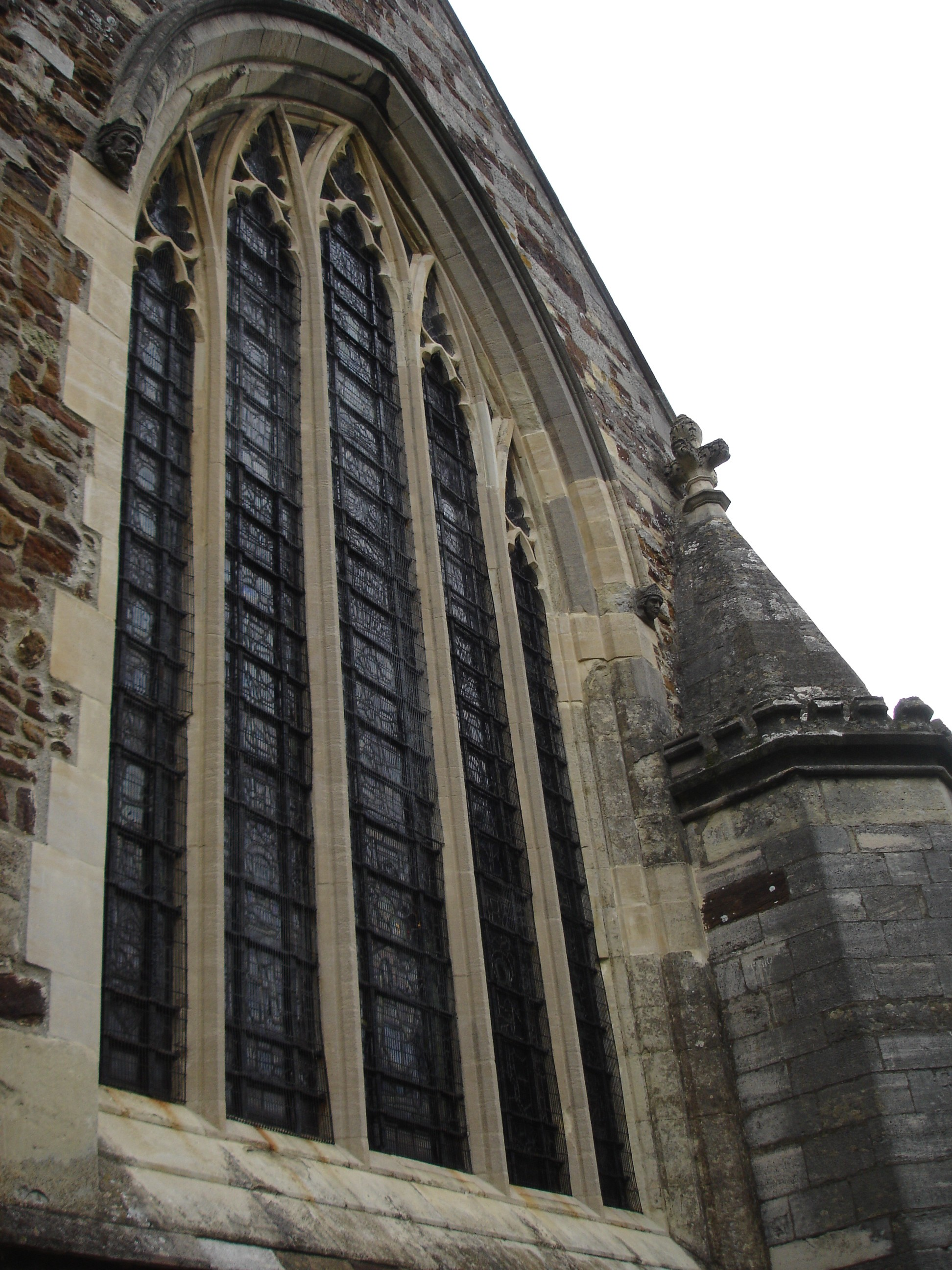
Южное окно
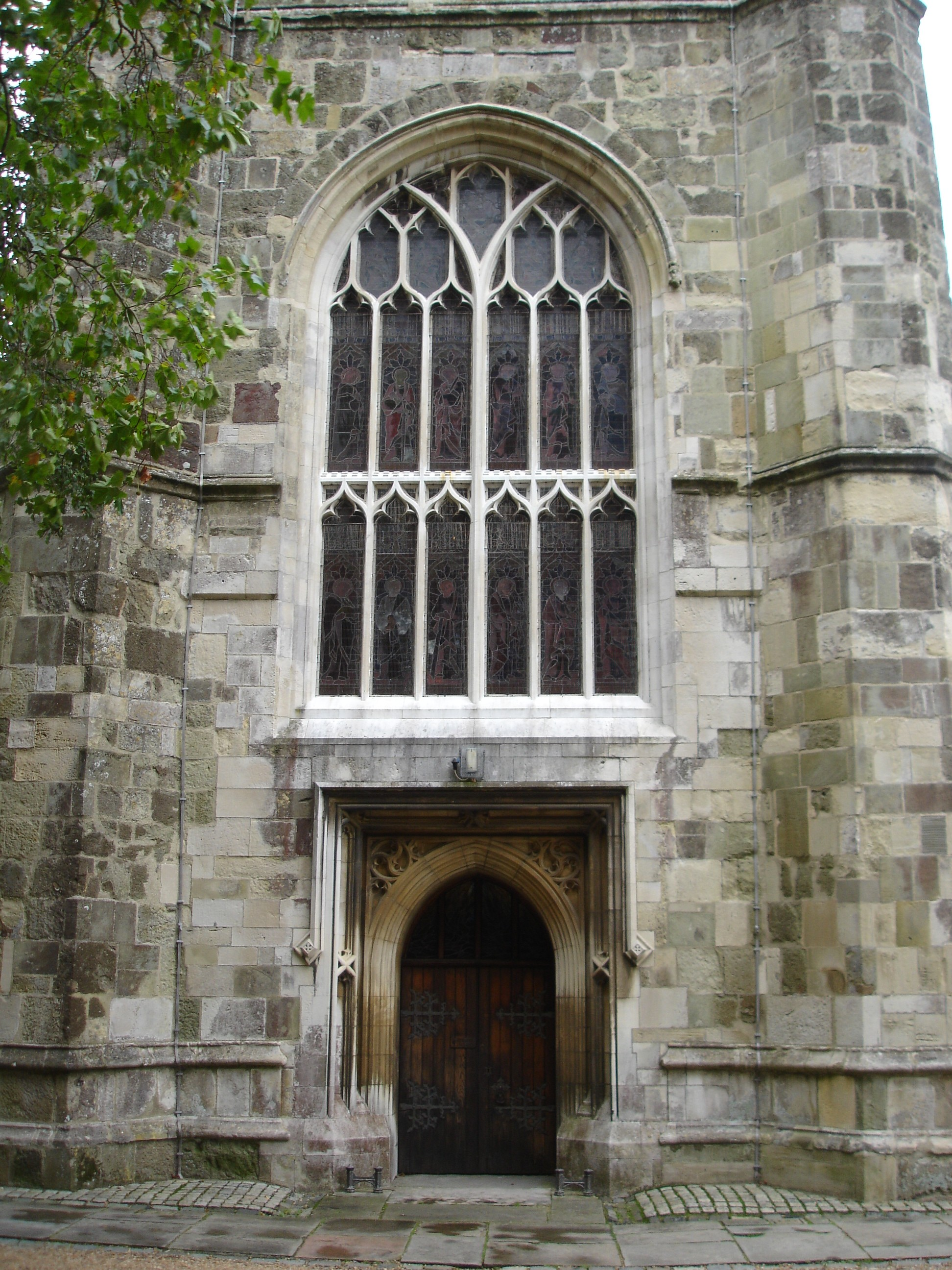
Портал крещальни
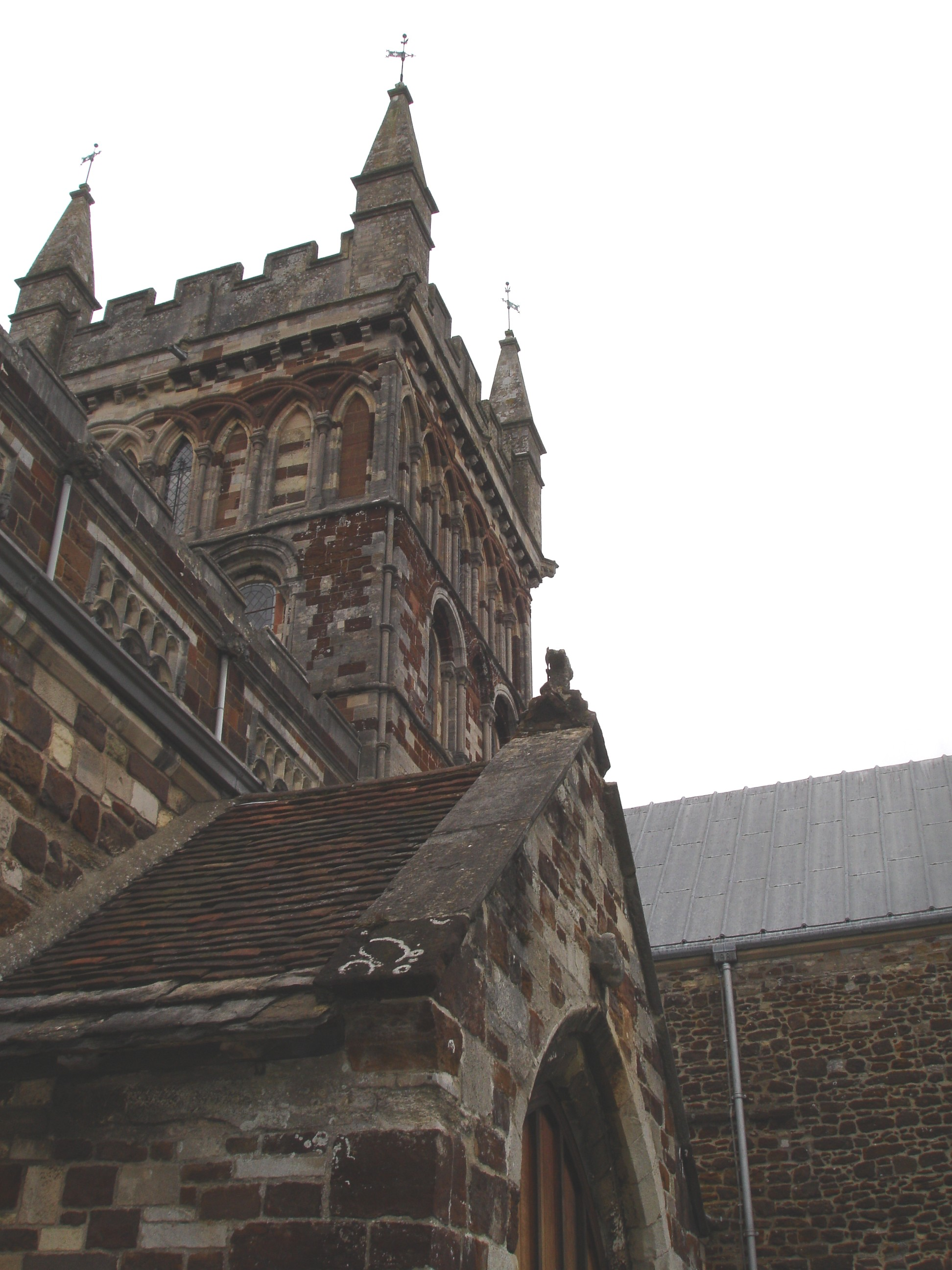
Центральная башня, вид с юго-запада
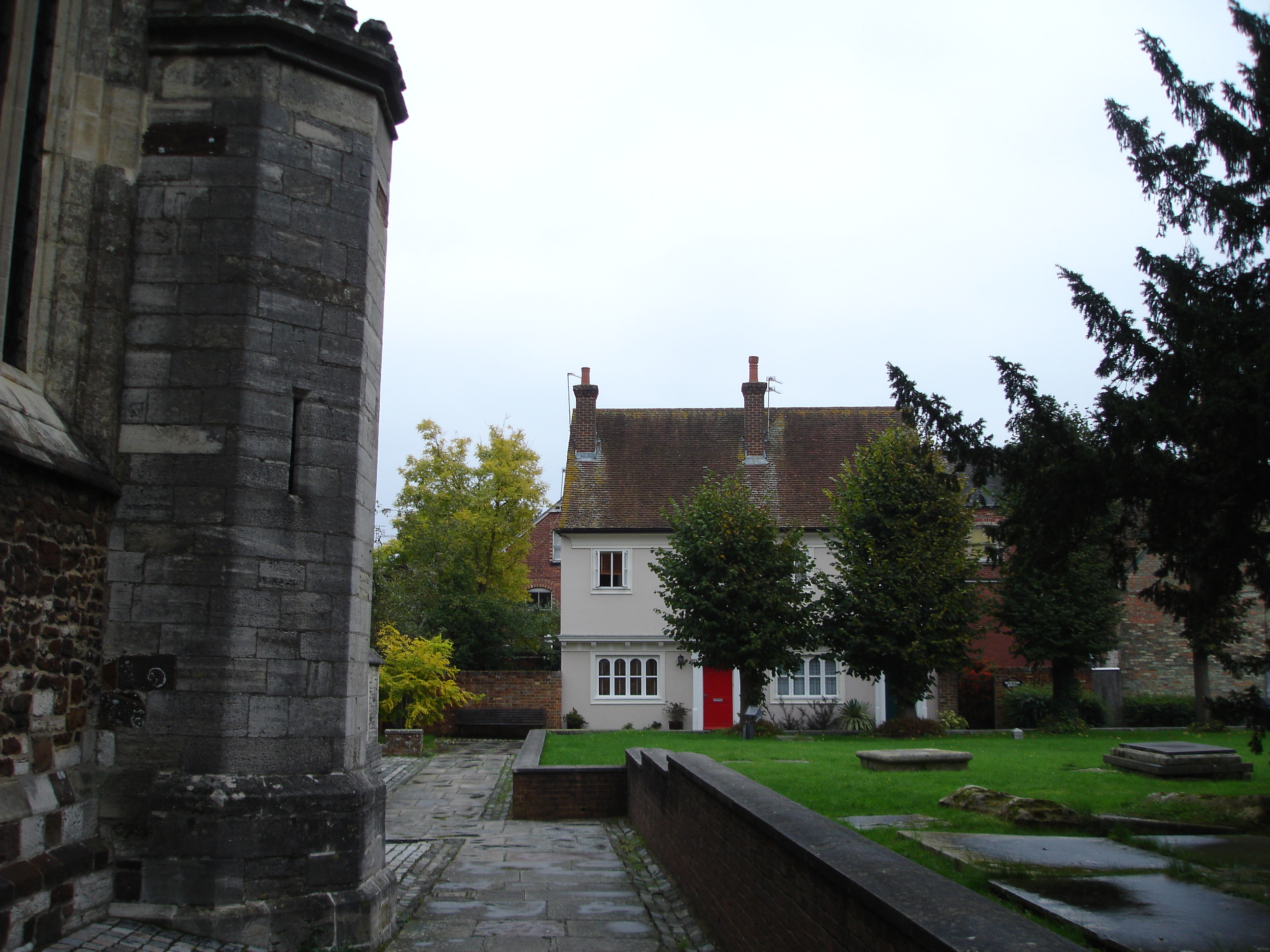
Двор
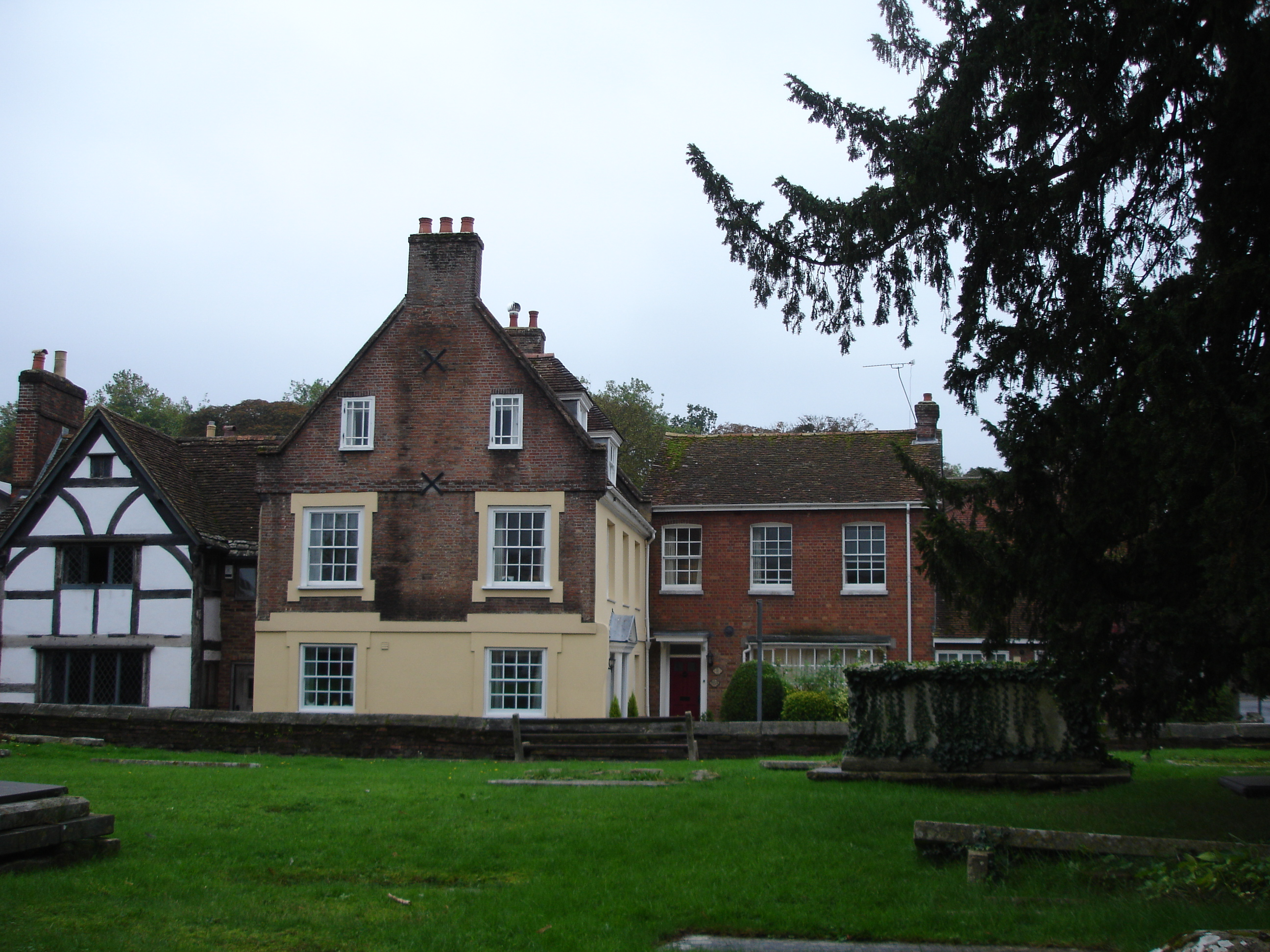
Сосдение дома
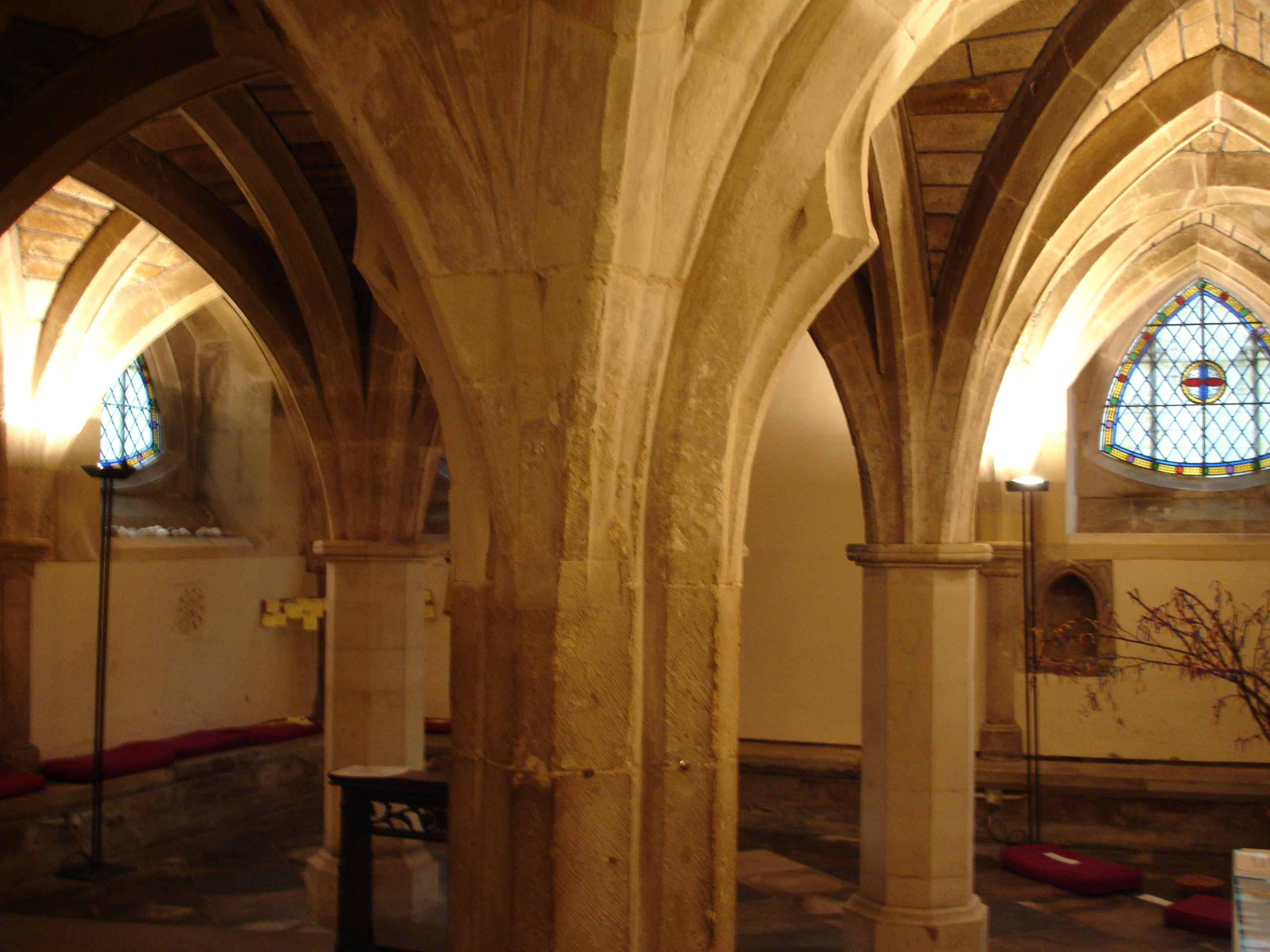
Крипта
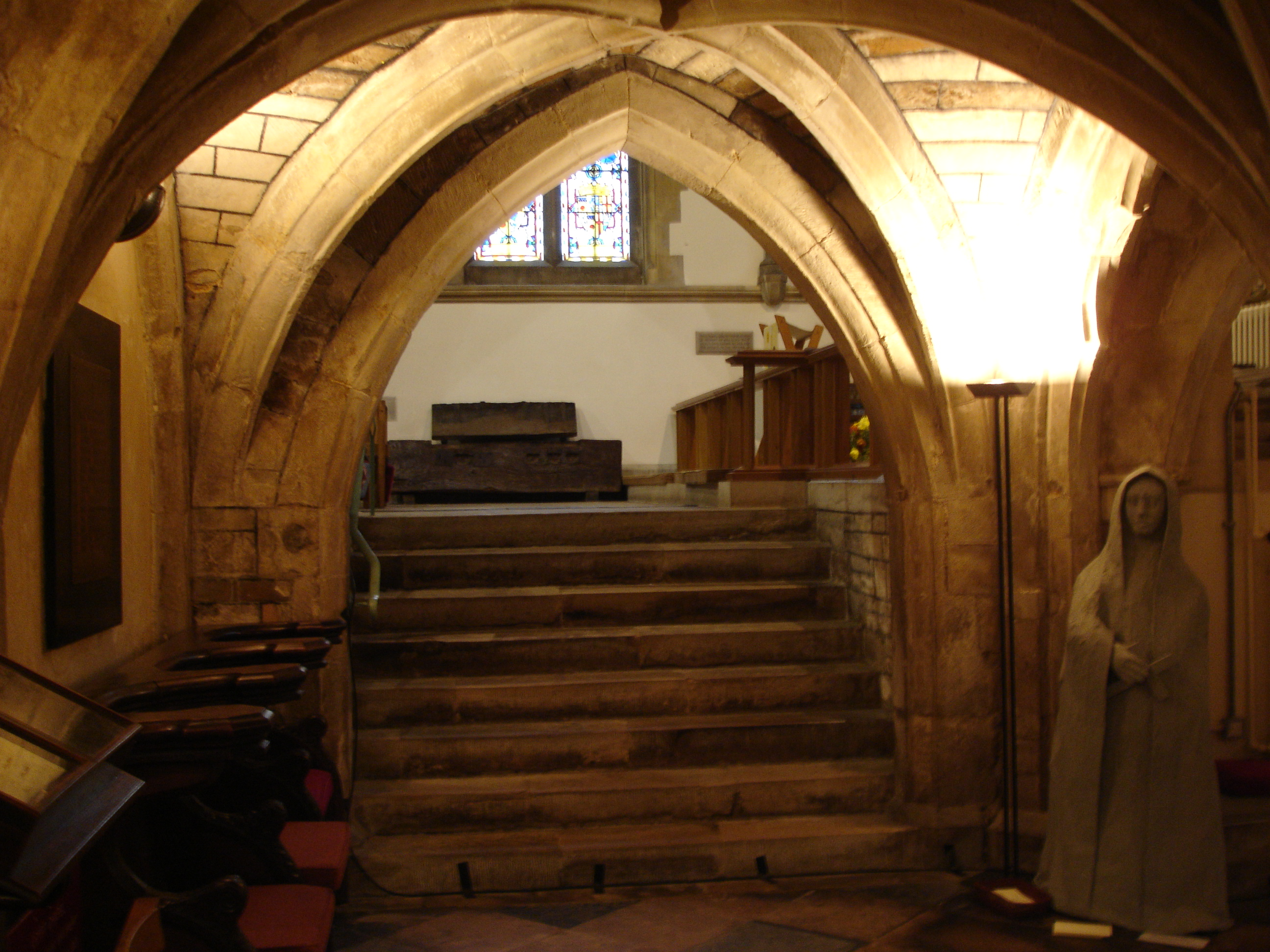
Вход в крипту
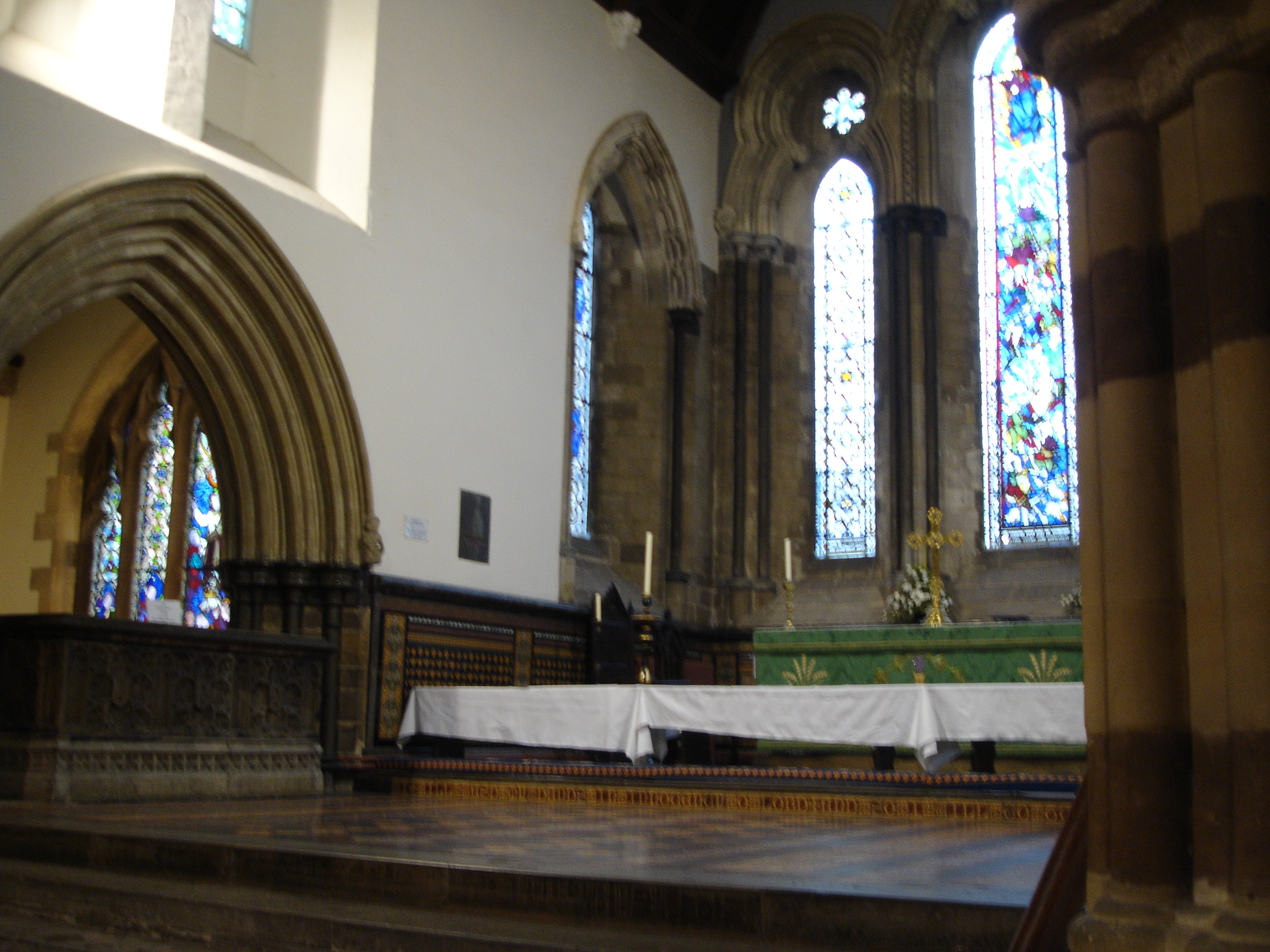
Алтарь и надгробие Этельреда
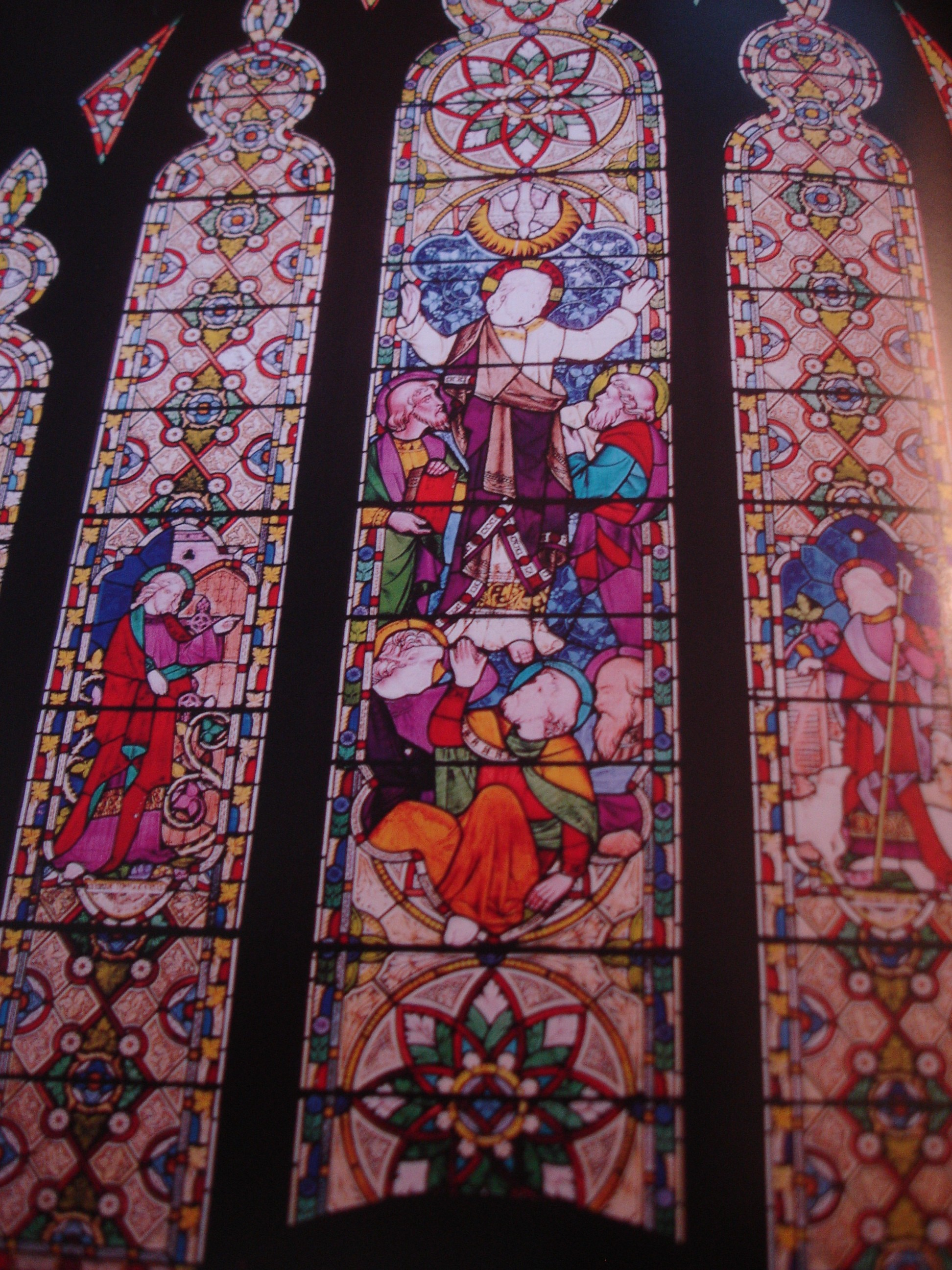
Витраж капеллы св. Георга
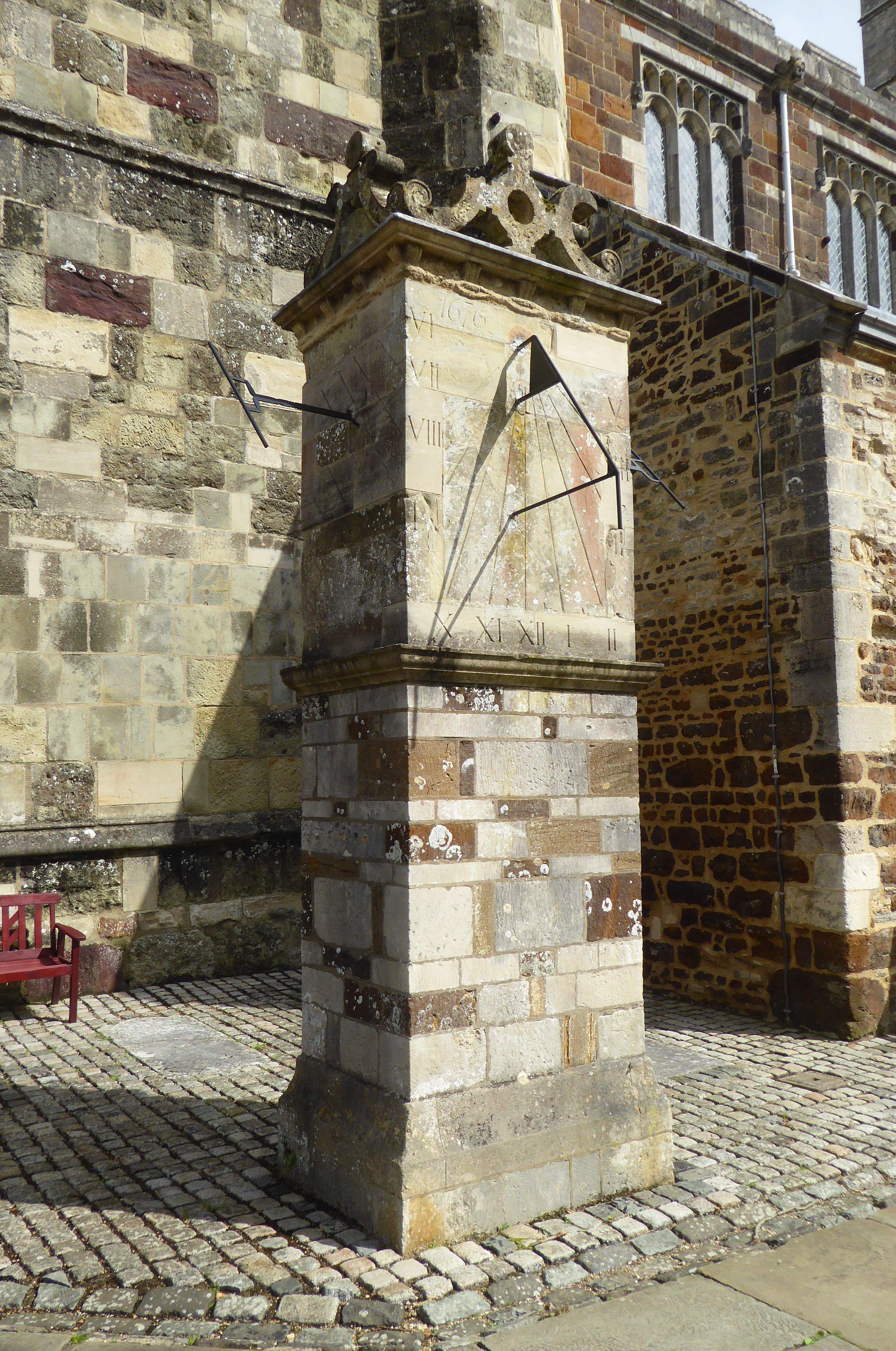
Солнечные часы